# Platypalpus lesinensis
Platypalpus lesinensis är en tvåvingeart som först beskrevs av Gabriel Strobl 1893.  Platypalpus lesinensis ingår i släktet Platypalpus och familjen puckeldansflugor. Inga underarter finns listade i Catalogue of Life.